# Мура Такахіто
Такахі́то Му́ра (яп. 無良崇人; * 11 лютого 1991, Токіо, Японія) — японський фігурист, що виступає у чоловічому одиночному фігурному катанні. Бронзовий призер Чемпіонату Японії з фігурного катання 2009 року, на дебютному Чемпіонаті світу з фігурного катання 2009 року посів 15-е місце, учасник інших турнірів. 

## Біографія
Такахіто Мура почав займатися фігурним катанням у 4-річному віці в 1994 році.
Спортсмена тренує його батько Такасі Мура, у минулому фігурист.
Виборовши золото на юніорській першості Японії з фігурного катання 2008 року, Такахіто, починаючи від сезону 2008/2009, бере участь у дорослих міжнародних змаганнях.
На дебютному Чемпіонаті світу з фігурного катання 2009 року Такахіто Мура вдало відкатав коротку програму, поліпшивши свої персонал бест у ній, і посідаючи перед довільною доволі високе як на дебютанта 13-е місце, але після 16-го результату в довільній, за сумою балів обох програм опинився на 15-му остаточному місці першості. 

## Спортивні досягнення
| Змагання / Сезони                                   | 2003/2004 | 2004/2005 | 2005/2006 | 2006/2007 | 2007/2008 | 2008/2009 |
| --------------------------------------------------- | --------- | --------- | --------- | --------- | --------- | --------- |
| Чемпіонат світу з фігурного катання                 |           |           |           |           |           | 15        |
| Чемпіонати світу з фігурного катання серед юніорів  |           |           | 5         | 8         | 19        |           |
| Чемпіонати Японії з фігурного катання               |           |           |           | 8         | 5         | 3         |
| Чемпіонати Японії з фігурного катання серед юніорів | 13        | 12        | 2         | 2         | 1         |           |
| Етапи Гран-Прі: «NHK Trophy»                        |           |           |           |           |           | 5         |
| Турніри «Finlandia Trophy»                          |           |           |           |           |           | 1         |
| Фінали юніорського Гран-Прі                         |           |           |           | 4         |           |           |
| Етапи юніорського Гран-Прі, Німеччина               |           |           |           |           | 3         |           |
| Етапи юніорського Гран-Прі, Румунія                 |           |           |           |           | 3         |           |
| Етапи юніорського Гран-Прі, Тайвань                 |           |           |           | 3         |           |           |
| Етапи юніорського Гран-Прі, Угорщина                |           |           |           | 2         |           |           |
| Етапи юніорського Гран-Прі, Польща                  |           |           | 8         |           |           |           |
| Етапи юніорського Гран-Прі, Словаччина              |           |           | 5         |           |           |           |